# Pigmalião 70
Pigmalião 70 é uma telenovela brasileira produzida e exibida pela TV Globo de 2 de março a 24 de outubro de 1970, em 204 capítulos. Substituiu A Cabana do Pai Tomás e foi substituída por A Próxima Atração, sendo a 7.ª "novela das sete" exibida pela emissora.
Escrita por Vicente Sesso, baseada na peça Pigmalião, de George Bernard Shaw, foi dirigida por Régis Cardoso e produzida em preto-e-branco.
Conta com Sérgio Cardoso, Tônia Carrero, Susana Vieira, Edney Giovenazzi, Maria Luíza Castelli, Marcos Paulo, Wanda Kosmo e Célia Biar nos papéis principais.
Assim como grande parte das tramas anteriores ao ano de 1975, foi totalmente perdida no incêndio que atingiu o acervo da TV Globo em 1976. Restando apenas chamadas de estreia e fotos de bastidores.

## Enredo
Nando é um rapaz simples e bronco, que trabalha numa feira vendendo frutas com sua mãe  Baronesa e os seus amigos Gino e Guiomar. Um dia ele bate no carro da viúva milionária Cristina Guimarães, que decide ensiná-lo a se comportar como uma pessoa fina e educada, capaz de se passar por um membro da alta sociedade, após uma aposta com o amigo Carlito, que duvida que ela conseguirá. O problema é que a proximidade faz com que Cristina e Nando se apaixonem, para insegurança da noiva dele, Candinha. Enquanto isso o filho de Cristina, Kico, se envolve com uma amiga dela, Lalá.

## Elenco
| Interprete           | Personagem                          |
| -------------------- | ----------------------------------- |
| Sérgio Cardoso       | Fernando Dalba (Nando)              |
| Tônia Carrero        | Cristina Melo de Guimarães Cerdeira |
| Susana Vieira        | Candinha                            |
| Edney Giovenazzi     | Carlito Catalão                     |
| Maria Luíza Castelli | Laila Bonsucesso (Lalá)             |
| Marcos Paulo         | Kiko Guimarães                      |
| Wanda Kosmo          | Baronesa Dalba                      |
| Célia Biar           | Mirtes Catalão                      |
| Betty Faria          | Sandra                              |
| Adriano Reys         | Juan Carlos                         |
| Carmem Silva         | Condessa Cavanca von Rolambach      |
| Rachel Martins       | Carola von Rolambach                |
| Felipe Carone        | Gino                                |
| Norah Fontes         | Guiomar                             |
| Jacyra Silva         | Marlene                             |
| Jardel Mello         | Alberto                             |
| Herval Rossano       | Carlos                              |
| Íris Bruzzi          | Malu                                |
| Eloísa Mafalda       | Ester                               |
| Ida Gomes            | Júlia                               |
| Renato Master        | Sérgio                              |
| Elizabeth Gasper     | Helena Catalão                      |
| Mary Daniel          | Irmã Andressa                       |
| Álvaro Aguiar        | Magalhães                           |
| Maria Cristina Nunes | Maria                               |
| Ruth de Souza        |                                     |
| Eloá Dias            | Lúcia                               |
| Eleonor Bruno        |                                     |
| Irene Singery        |                                     |

### Participações especiais
| Interprete           | Personagem             |
| -------------------- | ---------------------- |
| Dilma Lóes           | Princesa Von Rolambach |
| Hilton Prado         | Walter                 |
| Marisa Raja Gabaglia | Ivone                  |
| Silvio Santos        | Ele mesmo              |

## Produção
A história principal de Pigmalião 70 é uma adaptação da peça Pigmalião, de George Bernard Shaw. Na peça, um professor tenta transformar uma modesta vendedora de flores numa dama da sociedade. Já na novela, os papéis foram invertidos: é uma mulher que se propõe a transformar a vida de um vendedor de frutas. A peça já havia inspirado o filme Minha Bela Dama, de George Cukor, estrelado por Audrey Hepburn e Rex Harrison. A trama marca o retorno da temática contemporânea nas novelas exibidas às 19h, sendo a última A Grande Mentira.
A jornalista Marisa Raja Gabaglia fez uma participação na novela como Ivone. Na mesma década, Marisa faria as entrevistas de sábado do Jornal Hoje. Silvio Santos também fez uma participação especial na novela, vivendo o apresentador do Programa Silvio Santos, que ele próprio comandava, na época, na Globo.

## Exibição
A novela começou a ser reprisada na faixa da tarde enquanto está no ar entre 01 de abril a 30 de novembro de 1970 substituindo A Cabana do Pai Tomás e sendo substituída por A Próxima Atração.

## Música
A trilha sonora original da telenovela Pigmalião 70, foi lançada em maio de 1970 pela Philips Records, conta com direção de produção de Nelson Motta e arranjos de Érlon Chaves, José Briamonte e Antônio Adolfo, contendo as músicas cantadas (interpretados por Umas e Outras, Jackson do Pandeiro e Claudette Soares) e instrumentais (feitas por Érlon Chaves e Egberto Gismonti, além da banda de rock The Youngsters) que embalaram as cenas da novela homônima, exibida pela TV Globo.
O álbum abre com a faixa-título, "Pigmalião 70" compostos por Marcos Valle, Novelli e Paulo Sérgio Valle, interpretado pelo trio musical Umas e Outras, que é o tema de abertura da própria telenovela, tornando-se instantaneamente reconhecível pelo público. A segunda canção é "A Feira" compostos por Nonato Buzar e Mônica Silveira e interpretado por Jackson do Pandeiro, é o tema da feira, o ambiente de trabalho e de origem humilde do protagonista Nando, além de seus amigos Gino e Guiomar. A terceira faixa, "Tema de Cristina", a música instrumental composto por José Briamonte e interpretado pelo maestro Érlon Chaves (que também foi um dos arranjadores da trilha), o tema reflete a elegância e a complexidade da personagem Cristina Guimarães, a viúva milionária que decide transformar Nando. A quarta faixa, "Tema de Kiko", a segunda música instrumental da trilha, compostos pela dupla Roberto Carlos e Erasmo Carlos e interpretado pela banda de rock The Youngsters, é o tema do personagem Kiko, filho de Cristina, e reflete o espírito jovial e, por vezes, os dilemas da juventude dos anos 70, conectando a trama secundária de Kiko e Lalá. A quinta faixa é "Pêndulo", a terceira música instrumental da trilha, composto e interpretado pelo instrumentista Egberto Gismonti, é o tema do protagonista Nando, acompanhando sua jornada de transformação e seus momentos de reflexão e transição na trama. A sexta canção é "Ao Redor (Tema de Amor)" compostos por Antônio Adolfo e Tibério Gaspar, interpretada pela Claudette Soares, é o tema do casal Nando e Cristina, sublinhando os dilemas amorosos e a complexa relação que se desenvolve entre os protagonistas.
A sétima faixa da trilha, é a outra versão de "Tema de Cristina", desta vez creditada à Briamonte Orq. (que quer dizer Orquestra de José Briamonte), esta repetição da faixa, em uma roupagem orquestral ligeiramente diferente da versão de Érlon Chaves, reforça a importância da personagem Cristina e a versatilidade da composição instrumental. A oitava faixa é "Tema de Nando e Candinha", a quarta música instrumental da trilha, compostos por Luli, Luiz Carlos Sá e Sônia Prazeres e interpretado pela orquestra Érlon Chaves, que é o tema da relação entre Nando e sua noiva Candinha, acompanhando os momentos de intimidade, carinho e as tensões geradas pela transformação de Nando e a crescente proximidade com Cristina. A nona faixa, novamente "A Feira", desta vez na interpretação instrumental feita pelo baterista Wilson das Neves, assim como a versão de Jackson do Pandeiro na segunda faixa, que é o tema da feira e o ambiente de trabalho e as origens de Nando, mas com o suingue e a malandragem característicos do samba carioca. A décima faixa, a versão instrumental de "Ao Redor", sob a interpretação pelo grupo Globetes e compostos pelos mesmos compositores (Antônio Adolfo e Tibério Gaspar), que já havia aparecido na seixa faixa na versão cantada por Claudette Soares, a versão instrumental também serviu como tema do casal Nando e Cristina. A décima-primeira faixa é "Os Povos", a sexta música instrumental da trilha, compostos por Milton Nascimento e Márcio Hilton Borges, interpretado e arranjado pela orquestra Élon, servindo como tema de um núcleo social mais amplo, de cenas com tom mais contemplativo ou de transição, evocando a diversidade e as diferentes realidades sociais representadas na trama. A trilha sonora termina com a segunda versão da faixa-título, "Pigmalião 70", novamente em formato instrumental e interpretado pela orquestra Érlon, este fechamento orquestral que remete à abertura, amarra o conceito musical do álbum, reforçando a identidade sonora da novela e a versatilidade da composição principal em diferentes arranjos.

### Lista de faixas
| Lado A |                                                      |                                                |                     |         |  |
| N.º    | Título                                               | Compositor(es)                                 | Intérprete(s)       | Duração |  |
| 1.     | "Pigmalião 70" (Tema de abertura)                    | Marcos Valle Novelli Paulo Sérgio Valle [ 13 ] | Umas e Outras       | 2:29    |  |
| 2.     | "A Feira" (Tema da feira)                            | Nonato Buzar Mônica Silveira                   | Jackson do Pandeiro | 2:24    |  |
| 3.     | "Tema de Cristina" (Instrumental)                    | José Briamonte                                 | Érlon Chaves        | 3:29    |  |
| 4.     | "Tema de Kiko" (Instrumental)                        | Roberto Carlos Erasmo Carlos                   | The Youngsters      | 1:40    |  |
| 5.     | "Pêndulo" (Tema de Nando)                            | Egberto Gismonti                               | Egberto Gismonti    | 4:21    |  |
| 6.     | "Ao Redor (Tema de Amor)" (Tema de Nando e Cristina) | Antônio Adolfo Tibério Gaspar                  | Claudette Soares    | 2:13    |  |

| Lado B |                                                                                 |                                         |                  |         |  |
| N.º    | Título                                                                          | Compositor(es)                          | Intérprete(s)    | Duração |  |
| 7.     | "Tema de Cristina" (2ª versão em instrumental)                                  | José Briamonte                          | Briamonte Orq.   | 3:02    |  |
| 8.     | "Tema de Nando e Candinha" (Instrumental)                                       | Luli Luiz Carlos Sá Sônia Prazeres      | Érlon Chaves     | 2:56    |  |
| 9.     | "A Feira" (2ª versão em instrumental, Tema de feira)                            | Nonato Buzar Mônica Silveira            | Wilson das Neves | 2:03    |  |
| 10.    | "Ao Redor (Tema de Amor)" (2ª versão em instrumental, Tema de Nando e Cristina) | Antônio Adolfo Tibério Gaspar           | Globetes         | 2:03    |  |
| 11.    | "Os Povos" (Instrumental)                                                       | Milton Nascimento Márcio Hilton Borges  | Érlon Chaves     | 3:20    |  |
| 12.    | "Pigmalião 70" (Instrumental)                                                   | Marcos Valle Novelli Paulo Sérgio Valle | Érlon Chaves     | 2:32    |  |

### Lançamento internacional
Internacionalmente, a trilha sonora original da telenovela Pigmalião 70, foi lançada em CD apenas no Japão em 27 de junho de 2001 pela Universal Music Japan sob o selo Philips, como parte da série Saudade Brasileira – Vol. 30. Esta edição é considerada a primeira reedição em CD e contém as composições originais remasterizadas do LP, mas nunca foi relançada no Brasil. No mesmo ano, também foi relançada em vinil no Japão pela Philips e distribuição japonês pela Universal Music K.K.
Em 20 de maio de 2015, o CD foi relançado novamente no Japão pela Universal Music Japan, em uma edição limitada e remasterizada.

## Repercussão
Num dos muitos modismos lançados por telenovelas, o corte de cabelo usado por Tônia Carrero na trama foi apelidado de "Corte Pigmalião".

### Prêmios
Betty Faria, que interpretou a personagem Sandra, recebeu o Troféu Helena Silveira de melhor atriz coadjuvante.